# Дилан Бруно
Дилан Бруно (роден на 6 септември 1972) е американски актьор и бивш модел. Известен е най-вече с ролята си в сериала „Криминални уравнения“, излъчван по CBS.

## Биография

### Произход
Бруно е роден в Милфорд, Кънектикът. Син е на актьора Скот Бруно. Брат му Крис Бруно също е актьор.

### Филмова кариера
През 1995 г., докато все още работи като модел за Келвин Клайн, Бруно прави телевизионния си дебют в предаването на NBC „High Sierra Search and Rescue“. Първият филм, в който участва, носи заглавието „Naked Ambition“ („Гола амбиция“) и е сниман през 1997 г. През 1998 г. има малки роли във филмите „Спасяването на редник Райън“ и „Когато тромпетите заглъхнат“.
Дилан Бруно се изявява и като озвучител на реклами и телевизионни предавания. Участвал е и в рекламни клипове на „Бакарди“ и „Сони“ „Хендикам“. Изявява се и като говорител на предаването „Rides“ по „Дискавъри“.
Присъединява се към екипа от актьори в хитовия сериал на CBS „Криминални уравнения“. Играе ролята на Колби Грейнджър, бивш морски пехотинец и настоящ федерален агент.